# Maršal Makluan
Herbert Maršal Makluhan (енгл. Herbert Marshall McLuhan; Edmonton, 21. jun 1911 — Toronto, 31. decembar 1980) bio je profesor engleske književnosti, filozof, teoretičar komunikacija i književni kritičar. Makluhana se može smatrati prvim teoretičarem filozofije medija te začetnikom struje koja probleme medija i medijskih posredovanja stavlja u prvi plan istraživanja.
Makluhan je možda najpoznatiji po uzrečici „medijum je poruka” i terminu „globalno selo”. Takođe, predvideo je internet i World Wide Web tridesetak godina pre njegovog otkrića. Tokom 60-ih godina prošlog veka bio je na vrhuncu slave, a nakon smrti brzo zaboravljen. Dolaskom interneta Makluhan je izronio iz zaborava i ponovno se javilo zanimanje za njegov rad.

## Život i karijera
Maršal Makluhan rođen je 11. jula 1911. godine u Edmontonu u Alberti (Kanada). Umro je u snu 31. 12. 1980. u Torontu. Preminuo je na samom pragu digitalnog doba tako da nije bio svedok digitalne revolucije o kojoj je pisao 30-ak godina pre.
Makluhanov otac je bio službenik životnog osiguranja, a majka mu je bila zaposlena u pozorištu. Studirao je na univerzitetima Manitoba i Kembridž, a posebno ga je zanimala skolastička filozofija. Pod uticajem Tome Akvinskog 1937. prelazi na katolicizam što je odredilo njegova kasnija zaposlenja. Uglavnom je radio na američkim katoličkim univerzitetima. U Makluhanovom detinjstvu i razvoju važnu je ulogu odigrao napet odnos s majkom koja ga je zanemarivala, ali mu je usadila veliku ambicioznost. Makluhan se prvo zainteresirao za književnost, ali je polako postajao svestan važnosti masovnih medija u oblikovanju svesti čoveka. Bio je jedan od prvih koji se nije ustručavao da se posveti toj temi.
Godine 1936. je počeo da predaje na univerzitetu u Viskonsinu da bi sledeće godine postao asistent na univerzitetu u Sent Luisu. Od 1946. do 1952. je radio kao univerzitetski profesor engleske književnosti na Sent Majkl koledžu Univerziteta u Torontu. Od 1953. do 1960. je uz predavanja bio urednik i glavni urednik časopisa Istraživanja u komunikacijama koji je osnovao sa Edmundom Karpenterom. Godine 1964. postaje prvim čovek medijskog projekta državne institucije Nacionalna asocijacija obrazovnih emitera. Od 1963. do 1966. je bio šef Centra za kulturu i tehnologiju na Univerztetu u Torontu. Nakon toga su usledila gostovanja na brojnim svetskim univerzitetima, popularnost i nagrade. Njegovi biografi pišu da su mu predavanja bila briljantna i provokativna, a na sličan je način pisao što mu je donelo svetsku slavu.
Sredinom 1970-ih slava mu je bila na vrhuncu da bi se nakon toga njegov uticaj polako gasio. Sedamdesetih godina bio je popularan kao tadašnje rok zvezde, fotografirao se za naslovnu stranu prestižnog Njusvika, intervjuirao ga je Plejboj, a posetili su ga i Bitlsi. Godine 1977. je čak nastupio u filmu Vudija Alena Eni Hol u kojem napornom intelektualcu koji raspravlja o njegovim teorijama kaže: „Ne znate ništa o mom radu”. Nakon toga mu opada popularnost, a ulogu u tome su odigrali i Makluhanovi problemi sa zdravljem. Tumor na mozgu mu je operisan prvi put 1967, a nakon što je 1979. doživeo moždani udar bio je ograničen na upotrebu svega nekoliko reči. Godine 1980. Univerzitet u Torontu je zatvorio Centar za kulturu i tehnologiju, jer ga Makluhan nije više mogao voditi. Umro je u snu, zadnjeg dana 1980..
Makluhan je pripadao Torontskoj školi koju je na Univerzitetu u Torontu osnovao Harold Adams Inis, teoretičar političke ekonomije koji je dao veliki doprinos proučavanju medija. Osim toga, bavio se istraživanjima koje je kasnije nastavio Makluhan, na primer promenama koje su nastale u društvu stare Grčke nakon pojave pisma.
Inis je smatrao da je savremena civilizacija u dubokoj krizi, jer mehanizacija u štamparstvu vodi prema industrijalizaciji što ugrožava usmenu komunikaciju. Tvrdio da je civilizacija može biti spašena samo ako pronađe ravnotežu između prostora i vremena (odnosno pisma i govora). Na Inisovu teoriju nadovezao se Makluhan koji se zanimao za posledice razvoja štampanih medija, odnosno pisma. Izrazio se tezom da su mediji „čovekovi produžeci” po čemu je kasnije postao poznat. Makluhanov antropološki tehnološki determinizam znači da tehnologija menja ljude i prilagođava ih sebi, te da određuje njihovu komunikaciju. To je, prema njemu, važnije od sadržaja koji se prenosi komunikacijom. Iz takvih razmišljanja nastala je poznata teza - „medij je poruka”.

## Dela Maršala Makluhana
Makluhan je 1951. objavio knjigu Mehanička nevesta (The Mechanical Bride: Folklore of Industrial Man), a 11 godina kasnije Gutenbergovu galaksiju (The Gutenberg Galaxy). Godine 1964. objavljuje kultnu knjigu Razumevanje medija (Understanding Media) nakon koje postaje globalno popularan. Godine 1967. je objavio knjigu Medium is the Massage: An Inventory of Effects kako bi još jednom naglasio da je medijum poruka, a ne samo sadržaj koji se prenosi. Prevod knjige glasi Medijum je masaža. Makluhan se često igrao rečima, a njegova je igra ovaj put išla ne samo u smeru reči masaža nego i u suznačju do kojega se dolazi razdvajanjem engleskih reči Mass i Age.
Makluhan je tokom života, u razdoblju od 1951. do 1977, objavio 12 knjiga. Dve su mu knjige, Zakoni medija: Nova nauka i Globalno selo: Transformacije u svetskom životu i medijima u 21. veku, objavljene posthumno.

## Ključni pojmovi

### Mediji su poruka
Teza da su mediji poruka pojavljuje se 1964. u njegovoj knjizi Razumevanje medija u prvom poglavlju. Za Makluhana mediji nisu samo radio, televizija ili novine nego „svaki produžetak, bilo kože, ruke ili noge, koji utiče na društveni sklop”. Makluhan navodi da je dolazak nove tehnologije ujedno i promena ljudske komunikacije.
U kulturi poput naše, odavno naviknutoj na deljenje i razdvajanje svega kao način kontrole, podsećanje da je u operativnom i praktičnom smislu medij poruka, deluje katkad pomalo zastrašujuće. To jednostavno znači da lične i društvene posledice svakog medija - to jest svakog našeg produžetka - proizlaze iz novih razmera što ih u naše poslove uvodi svaki naš produžetak ili svaka nova tehnologija.
Makluhan tvrdi da svaki medij u sebi sadrži neki drugi medij. Sadržaj pisma je govor, sadržaj štampe je pisana reč, a sadržaj govora misao. Poruka svakog medija je poruka promene koju donosi među ljude. Makluhan za primer uzima električnu svetlost koja je čista informacija osim ako se ne koristi za ispisivanje oglasa.
Električna svetlost i struja postoje odvojeno od svojih namena, ali isto tako iz ljudskog delovanja uklanjaju vremenske i prostorne činioce upravo kao radio, telegraf, telefon i televizija, stvarajući potpuno sudelovanje.
Makluhan tezom da je medij poruka poručuje da je potrebno s proučavanja sadržaja preći na proučavanje učinka. Smatra da je to osnovna promena električnog doba.

### Vrući i hladni mediji
Makluhanovo razlikovanje vrućih i hladnih medija jedno je od njegovih najslavnijih oruđa, ali je često i pogrešno shvaćeno.. Prvi posve razvijeni prikaz navedenog dvojstva i njegova primena na komunikacijske medije pojavljuje se prvi put u knjizi Razumevanje medija. Ta tema je nastavak Makluhanove rasprave od HD medijima (engl. high definition = visoka definicija) u odnosu na LD (engl. low definition = niska definicija) u njegovom radu iz 1960. pod naslovom Izveštaj o projektu razumevanja novih medija.
Vrući medij je onaj koji produžuje jedno čulo u „visokoj definiciji”. Visoka definicija je stanje zasićenosti podacima. Fotografija je vizualno „visokodefinisana”. Strip je „niskodefinisan” jednostavno zato što pruža vrlo malo vizualnih podataka. Telefon je hladan medij, odnosno medij niske definicije, jer uvo dobija oskudan broj podataka. I govor je hladan medij niske definicije, zato što se njime tako malo daje, a tako mnogo mora dopuniti sam slušalac.
Makluhan je termine vrući i hladni uzeo iz slenga Flower Power generacije koja ga je prihvatila kao medijskog proroka. engl. Cool označava nešto dobro i poželjno, a cool ljudi su uvršteni, ali cool znači i hladno. Za Makluhana je hladni medij bolji od vrućeg, jer njime ostvaruje bolja interakciju i pružaju najviše mogućnosti za učestvovanje. Za Makluhana je televizija hladan medij. Iako se čini paradoksalno, to je moguće jer temperatura medija ne dolazi od broja čula koje zaokuplja nego od stupnja intenziteta. Slike na televiziji čak i godinama nakon što su uvedene boje, trostruko povećana izvorna veličina televizije i razvijena memorija putem videa i dalje, toliko ne zaokupljaju kao slike u kinematografima, teže ih je pojedinačno ponovo otkriti, a i lete više od reči na stranicama knjige.
Pogrešno bi bilo iz ovoga zaključiti da televizija ili bilo koji drugi medij poseduje vrstu večnog određenja kao hladnog ili vrućeg. Mediji stalno prolaze kroz evoluciju pod pritiskom korištenja i inovacije, što u svakom trenutku može da uključuje promenu temperature. Na primer, televizija je postala toplija od svoga uvođenja u kasnim četrdesetim godinama. Film je vruć kada se prikazuje u kinematografu, ali kad se prikazuje na televiziji postaje sadržaj hladnijeg medija.

### Globalno selo
Ni jedna Makluhanova fraza nije imala toliko uspeha kao „globalno selo”. Prvi je put uvedena u rukopisu Izvještaj o projektu i razumevanju medija iz 1960, a onda je predstavljena svetu u knjizi Gutenbergova galaksija dve godine kasnije. Fraza je bila toliko popularna da je pronašla mesto i u naslovu dve Makluhanove knjige – Rat i mir u globalnom selu iz 1968. godine, te u posmrtno objavljenoj knjizi Globalno selo (1989.), napisanoj sa Brusom Pauersom.
Makluhan je smatrao da su u istoriji zapadne civilizacije razvijene četiri kulture komuniciranja: auditivna, vizualna, štampana i elektronična. Auditivna kultura komuniciranja spontano se razvila sa ljudskim zajednicama, a odvija se pre svega govorom i jezikom. Vizualna je započela prvim beleženjem znakova i pismom. Štampana se razvila Gutenbergovim otkrićem štamparske mašine, a grubo gledano trajala je od 1500. do 1900. godine. Elektronička kultura komuniciranja započela je pronalaskom telegrafa, a zasniva se na audiovizualnim medijima.
Elektroničko doba poništava odnos centra i periferije. Sve postaje moguće, na bilo kojem mestu na planeti, a vidi se i čuje kad god se na planeti dogodi neki značajan čin. Globalno selo je za Makluhana nov nivo ponovnog spajanja u organsku celinu „mehaniziranih delića fragmentirane civilizacije”.

### Makluhanov četvorolist
Makluhanov četvorolist postavlja četiri pitanja o učinku i razvoju nekog medija. Četvorolist se može zamisliti kao kvadrat koji na svakoj svojoj stranici ima još jedan kvadrat što formira slovo X. Makluhanov četverolist se sastoji od četiri zakona ili učinka medija: pojačavanje, zastarevanje, ponovo uspostavljanje i konverzija.
Četvorolist stoga postavlja četiri pitanja. Koje aspekte društva ili ljudskog života medij naglašava ili povećava. Koje medije, koji su pre bili dominantni, taj medij čini zastarelim ili potamnjuje? Šta taj medij ponovo otkriva ili kojem mediju vraća važnost? U šta se medij pretvara nakon što je ispunio svoju svrhu i razvio se do krajnjih mogućnosti?
Četiri zakona se mogu objasniti na primeru radija. Radio masovnoj publici pojačava ljudski glas preko velikih udaljenosti. Štampa se čini zastarelom kad vest o nekom važnom događaju dođe preko radija, a ne kao posebno izdanje novina. Radio ponovo otkriva gradskog izvikivača kojeg je štampa u velikoj meri učinila zastarelim. Radio se, doveden do krajnjih granica, pretvara u audiovizualnu televiziju.

## Nakon Makluhana
Makluhan je nakon objave knjige Razumevanje medija stekao svetsku slavu, ali je nakon smrti brzo zaboravljen. Međutim njegove ideje i dela su ponovo zaživeli dolaskom informatičke revolucije. Makluhanovovo nasleđe novoj generaciji hakera, novinara i teoretičara često se opisuje kao religijsko ili proročko.
Čoveče, on je shvatao internet. On je bio internet još u šezdesetima. Svet je sad, napokon, uhvatio korak s njim. Bio je internet u tom smislu što je bio u dodiru sa celim svetom ... Bio je priključen pre nego što su urednici časopisa Wired bili rođeni. Bio je uistinu priključen.
Iako je ponekad izražavao sumnju u poslanstvo medija civilizaciji, Makluhan je bio duboko uveren da elektronično doba stvara prostore slične spiritualnim kontaktima ljudi i bogova, slične veri u koju uranjaju bez kritike ili pitanja.
Vrlo brzo približavamo se završnoj fazi čovekovih produžetaka - tehnološkoj simulaciji svesti, kada će kreativni proces znanja kolektivno i združeno obuhvatati celo ljudsko društvo, jednako kao što smo već produžili svoja čula i živce pomoću raznih medija.
Časopis Wired je 1993. Makluhana uzeo za svog „sveca” zaštitnika. Makluhan je koristio izraz „surfati” još pre 40-ak godina, a njegove teze o masovnim medijima se u doba interneta čine aktualnijim nego ikada. Ovaj kanadski profesor se danas ubraja u klasike medijske nauke.

## Literatura
- Coupland, Douglas. Extraordinary Canadians: Marshall McLuhan. Penguin Canada, 2009; US edition: Marshall McLuhan: You Know Nothing of my Work!. Atlas & Company, 2011.
- Gordon, W. Terrence (1997). Marshall McLuhan: Escape into Understanding: A Biography. Basic Books. ISBN 978-0-465-00549-9..
- Robert K. Logan. (2013). McLuhan Misunderstood: Setting the Record Straight. Toronto: Key Publishing House..
- Marchand, Philip. Random House, Vintage, 1990; The MIT Press; Revised edition, 1998. Marshall McLuhan: The Medium and the Messenger. 1989. ISBN 978-0-262-63186-0.
- „Marshall McLuhan: The Medium and the Messenger”. Philipmarchand.com. Архивирано из оригинала 27. 10. 2014. г. Приступљено 23. 4. 2015.
- Molinaro, Matie; Corinne McLuhan; and William Toye, ур. (1987). Letters of Marshall McLuhan. Toronto: Oxford University Press. ISBN 978-0-19-540594-1.
- Benedetti, Paul and Nancy DeHart (1997). Forward Through the Rearview Mirror: Reflections on and by Marshall McLuhan. Boston: The MIT Press.
- Bobbitt, David. "Teaching McLuhan: Understanding Understanding Media." Enculturation, December, 2011. http://www.enculturation.net/teaching-mcluhan
- Carpenter, Edmund. "That Not-So-Silent Sea" [Appendix B]. In The Virtual Marshall McLuhan edited by Donald F. Theall. McGill-Queen's University Press, (2001), стр. 236–261. (For the complete essay before it was edited for publication, see the external link below.)
- Cavell, Richard (2002). McLuhan in Space: A Cultural Geography. Toronto: University of Toronto Press..
- Daniel, Jeff. "McLuhan's Two Messengers: Maurice McNamee and Walter Ong: world-class interpreters of his ideas." St. Louis Post-Dispatch (Sunday, August 10, (1997), стр. 4C).
- Federman, Mark (2003). McLuhan for Managers: New Tools for New Thinking.. Viking Canada,
- Finkelstein, Sidney Walter. "Sense and Nonsense of McLuhan." International Publishers Co, 1968.
- Flahiff, F. T (2005). Always Someone to Kill the Doves: A Life of Sheila Watson. Edmonton: NeWest Press..
- Gasher, M., Skinner, D., & Lorimer, R. Mass Communication in Canada  (8th изд.). 2016. Недостаје или је празан параметар |title= (помоћ).
- Giddings, Seth (2011). The New Media and Technocultures Reader. Routledge, , стр. 82-91
- Havers, Grant N. "Marshall McLuhan and the Machiavellian Use of Religious Violence." In Faith, War, and Violence. Vol. 39 of Religion and Public Life, edited by Gabriel R. Ricci. New Brunswick, NJ: Transaction Publishers, 2014. pp. 179–203.
- Levinson, Paul (1999). Digital McLuhan: A Guide to the Information Millennium. Routledge. ISBN 978-0-415-19251-4.; book has been translated into Japanese, Chinese, Croatian, Romanian, Korean and Macedonian
- Logan, Robert K.. Understanding New Media: Extending Marshall McLuhan. New York: Peter Lang Publishing, 1st edition 2010, 2nd edition 2016.
- Logan, Robert K.. McLuhan Misunderstood: Setting the Record Straight". Toronto: The Key Publishing House.
- Ong, Walter J.. „McLuhan as Teacher: The Future Is a Thing of the Past.”. Journal of Communication. 31: 129—135. 1981.. Reprinted in Ong's Faith and Contexts: Volume One (Scholars Press, (1992), стр. 11–18).
- Ong, Walter J.: „[Untitled review of McLuhan's The Interior Landscape: The Literary Criticism of Marshall McLuhan 1943–1962]”. Criticism. 12: 244—251. 1970.. Reprinted in An Ong Reader: Challenges for Further Inquiry (Hampton Press, (2002), стр. 69–77).
- Prins, Harald E.L., and Bishop, John M (2002). „"Edmund Carpenter: Explorations in Media & Anthropology."” (PDF). Visual Anthropology Review. 17 (2): 110—40.. .
- Prins, Harald E.L., and John Bishop. "Edmund Carpenter: A Trickster's Explorations of Culture & Media." pp. 207–45. In Memories of the Origins of Ethnographic Film. B. Engelbrecht, ed. Frankfurt am Main: Peter Lang, 2007.
- Theall, Donald F (2001). The Virtual Marshall McLuhan.. McGill-Queen's University Press.

## Spoljašnje veze
- Званични веб-сајт
- Maršal Makluan на веб-сајту  (језик: енглески)
- „James Feeley fonds”. University of St. Michael's College, John M. Kelly Library. Архивирано из оригинала 4. 3. 2016. г. Приступљено 15. 10. 2015.
- „The Marshall McLuhan Collection”. University of St. Michael's College, John M. Kelly Library. Архивирано из оригинала 4. 3. 2016. г. Приступљено 15. 10. 2015.
- Uvod u radove Marshalla McLuhana
- Douglas Coupland o Marshallu McLuhanu
- Uvod u biografiju Marshalla McLuhana
- Objašnjenje McLuhanovog četverolista